# Parkia biglandulosa
Parkia biglandulosa är en ärtväxtart som beskrevs av Robert Wight och George Arnott Walker Arnott. Parkia biglandulosa ingår i släktet Parkia och familjen ärtväxter. Inga underarter finns listade i Catalogue of Life.

## Bildgalleri

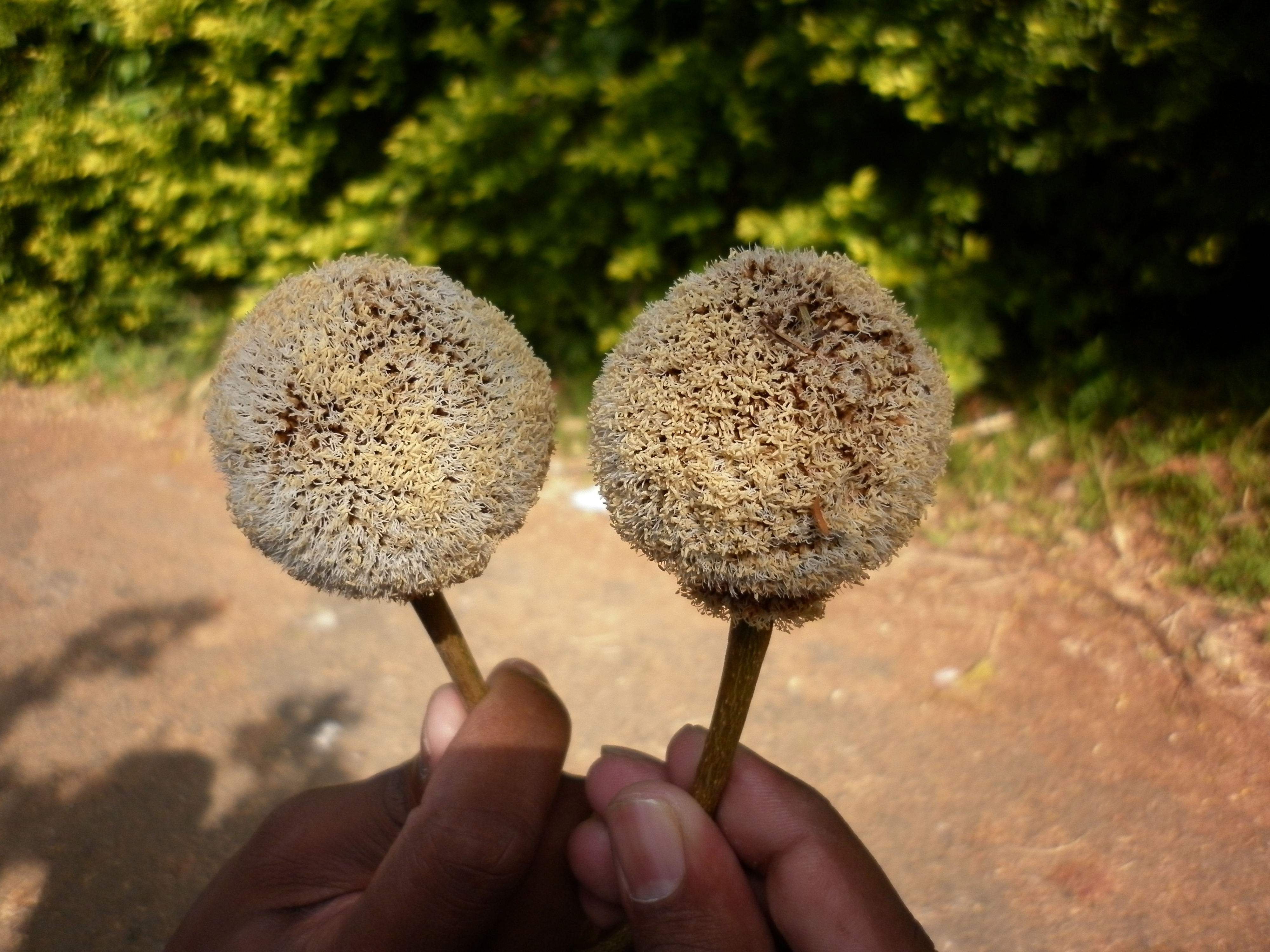
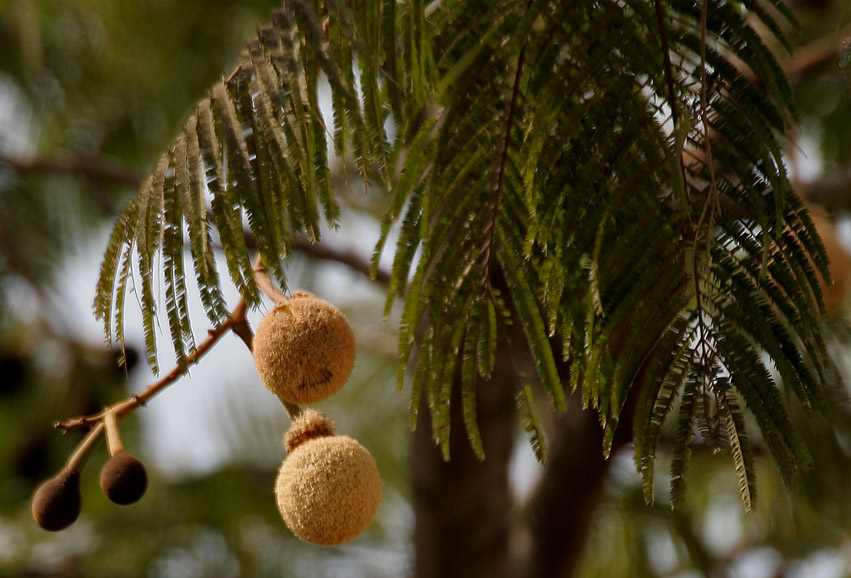
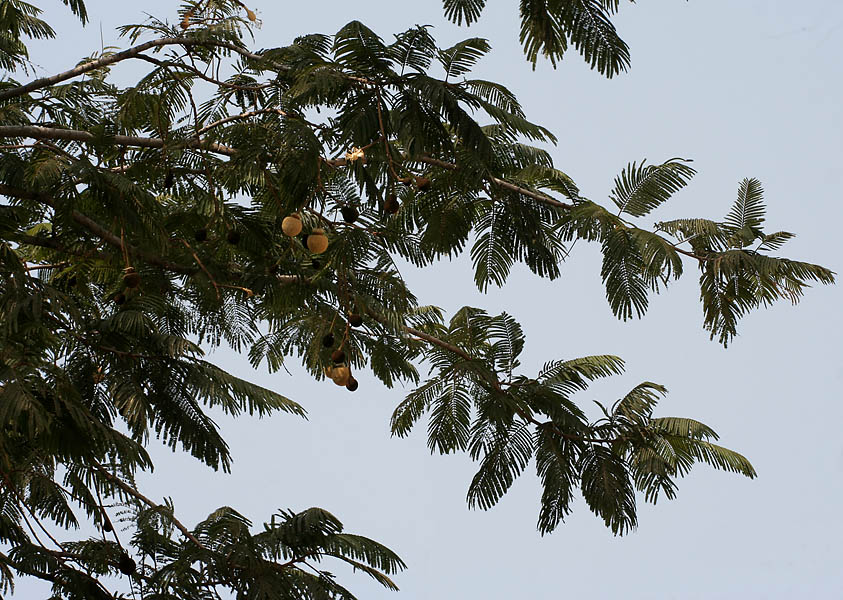
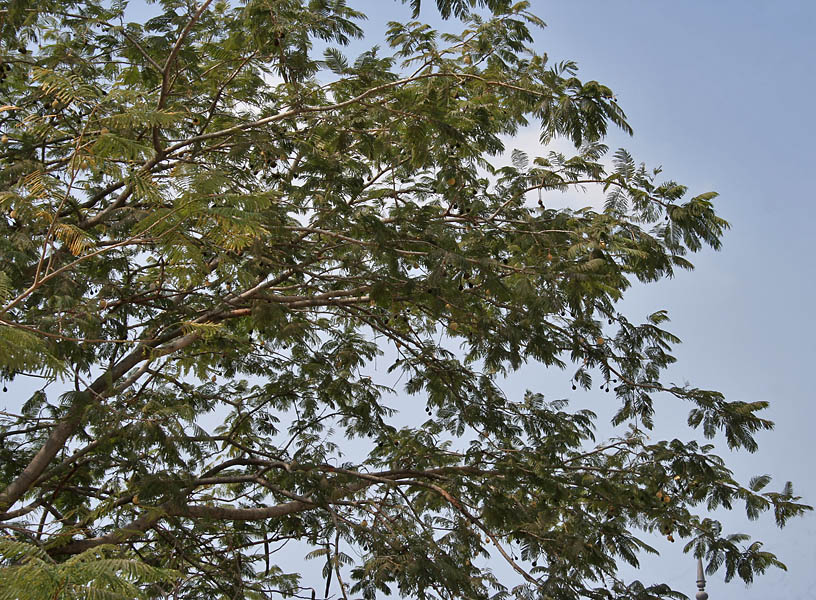